# Інфографія

Мапа вашингтонського метро

Інфогра́фія — поняття, що має декілька визначень: науково-практична дисципліна; область суспільної свідомості (філософії, науки або ж методології); напрям в кібернетиці та інформатиці; сукупність (комплекс) особливих теоретичних і практичних питань геометричного моделювання об'єктів (предметів або процесів); загальна теоретична наука про життєвий цикл документа в репрографії, методологічна основа проектування систем і конструювання технічних засобів візуалізації образів у інформаційних технологіях; дисципліна в інженерно-технічній освіті; один з із візуальних аспектів комунікативних процесів; інформування у ЗМІ за допомогою графічних засобів, особлива інженерна діяльність; технологія дій і спрямованість мислення (світогляд) дизайнера, оформлювача, інженера і дослідника.
Інфографія являє собою оригінальний науково-практичний напрямок, що проявляється у вигляді графічних теорій, досліджень і практик візуалізації (графування), документування та документознавства в різних галузях знання. Інфографія ще молода як самостійна сфера науки, але тим не менш її наукова сутність у вирішенні проблем співорганізації думкодіяльності і діяльності, комунікації і трансляції в інформаційно-енергетичних процесах очевидна.
Термін інфографія утворений складанням термінів «інформація» і «графування». Останній з них введено в 1940 р. Бизовим Л. А. та узагальнює всі окремі терміни (креслення, малювання, відтворення, копіювання, візуалізація та ін), що стосуються графічного відображення інформації людиною або програмно-технічними засобами.
Витоки інфографії походять з наскельних малюнків первісних людей. Нові горизонти інформаційної графіки відкрила комп'ютеризація.

## Інфографіка
Часто інфографію трактують як суто комп'ютерну графіку для потреб ЗМІ, для якої застосовують термін «інфографіка». В широкому значенні інфографіка — це візуальне подання інформації. Інфографікою можна назвати будь-яке поєднання тексту та графіки, створене з наміром викласти ту чи іншу історію, донести той чи інший факт. Інфографіка використовується там, де потрібно швидко і чітко представити складну інформацію, показати устрій і алгоритм роботи чого-небудь, співвідношення предметів і фактів у часі і просторі, продемонструвати тенденцію, показати як що виглядає, організувати великі обсяги інформації. Спектр її застосування великий: географія, журналістика, освіта, статистика, технічні тексти. Інфографіка здатна не тільки організувати великі обсяги інформації, але і більш наочно показати співвідношення предметів і фактів у часі та просторі, а також продемонструвати тенденції.

## Інфографія в журналістиці

Інфографіка «Світовий наркотрафік»

В журналістиці інфографією називають ілюстративний матеріал у ЗМІ, що використовується для виразнішої, цікавішої, різноманітнішої подачі журналістських жанрів. До арсеналу зображувальної журналістики відносять фотознімки, малюнки, діаграми, гістограми, органіграми, мапи, схеми, графіки — все що відноситься для ілюстрації видань.
З поширенням комп'ютерних технологій інфографія все частіше і ширше використовується у друкованій пресі та інтернет-ЗМІ. Першими поєднали графіку і текст видавці газети USA Today, що запустили свій проект в 1982 році. За кілька років газета ввійшла до п'ятірки найбільш популярних видань країни. Одним з найбільш помітних і затребуваних читачами нововведень USA Today стали детальні, добре промальовані картинки з пояснювальними коментарями — інфографіка. Американські читачі швидко зрозуміли і прийняли переваги такого способу передачі інформації — інфографіка передавала повідомлення швидше, ніж текст (один якісно зроблений малюнок заміняв декілька сторінок тексту) і докладніше, ніж стандартна ілюстрація (завдяки детальності малюнка і точним тезовим коментарям). Згодом з'ясувалося, що інфографіка є не тільки технологією, не тільки сферою бізнесу, а й мистецтвом. При цьому, ступінь володіння цим мистецтвом безпосередньо впливає на прибутковість видавничого бізнесу. Саме тому сьогодні такі журнали як «Есквайр» і «Нью-Йоркер» виділяють на створення інфографіки 3-4 провідних дизайнерів і одного журналіста — автора стрижневої ідеї.

## Інфографія в будівництві
У проектуванні потокового будівництва широко використовується інформаційна графіка (інфографіка) для наочного зображення (візуалізації) проміжних і остаточних результатів планування. Комп'ютерно-графічна підтримка ґрунтується на поданні планованих результатів організаційно-технологічного проектування і управління у вигляді планів-графіків, тобто ескізів, схем, планів, розрізів, діаграм, гістограм, двомірних і інших графіків, що дозволяють кількісно і якісно оцінити життєздатність і ефективність процесів планування і виконання робіт.